# Tarphiomimus
Tarphiomimus is een geslacht van kevers uit de familie somberkevers (Zopheridae).

## Soorten
Deze lijst is mogelijk niet compleet.
| - T. indentatus - T. tuberculatus - T. zigzag |